# Oestergrenia thomsonii
Oestergrenia thomsonii is een zeekomkommer uit de familie Synaptidae.
De wetenschappelijke naam van de soort werd in 1865 gepubliceerd door W.B. Herapath.